# Linjetjärnet (Mangskogs socken, Värmland, 663268-133181)
Linjetjärnet är en sjö i Arvika kommun i Värmland och ingår i Göta älvs huvudavrinningsområde.